# Ходково-Кухни
Ходково-Кухни (пол. Chodkowo-Kuchny) — село в Польщі, у гміні Плоняви-Брамура Маковського повіту Мазовецького воєводства.
Населення — 89 осіб (2011).
У 1975-1998 роках село належало до Остроленцького воєводства.

## Демографія
Демографічна структура станом на 31 березня 2011 року:
|          | Загалом | Допрацездатний вік | Працездатний вік | Постпрацездатний вік |
| -------- | ------- | ------------------ | ---------------- | -------------------- |
| Чоловіки | 50      | 8                  | 32               | 10                   |
| Жінки    | 39      | 6                  | 21               | 12                   |
| Разом    | 89      | 14                 | 53               | 22                   |